# Diari d'Andorra
Le Diari d'Andorra (prononcé diˈaɾi ðənˈdorə en catalan) est un quotidien andorran dont le siège se situe à Andorre-la-Vieille. 
Le journal est publié en catalan par Premsa Andorrana SA depuis 1991. Il est de ce fait le plus ancien quotidien de presse écrite encore en activité d'Andorre. Sa naissance marque un tournant dans le pays puisque la presse écrite andorrane était aux mains des personnalités locales et seulement hebdomadaire (depuis la disparition de l'éphémère quotidien Poble Andorrà en 1975).
Sa diffusion totale est de 19 000 exemplaires tandis que l'édition du week-end dénommée 7dies est distribuée à 30 000 exemplaires.